# 別佐德尼亞 (拉季維利夫區)
50°12′34″N 25°10′42″E / 50.20944°N 25.17833°E
別佐德尼亞（烏克蘭語：Безодня），是烏克蘭西北部的村莊，隸屬里夫內州的杜布諾區。該村始建於1545年，面積0.27平方公里，海拔高度205米，2001年人口118，人口密度每平方公里432.2人。